# Llanos de San Lorenzo
Llanos de San Lorenzo är en ort i Mexiko.   Den ligger i kommunen Papantla och delstaten Veracruz, i den sydöstra delen av landet, 230 km öster om huvudstaden Mexico City. Llanos de San Lorenzo ligger 152 meter över havet och antalet invånare är 597.
Terrängen runt Llanos de San Lorenzo är huvudsakligen platt, men västerut är den kuperad. Llanos de San Lorenzo ligger uppe på en höjd. Runt Llanos de San Lorenzo är det ganska tätbefolkat, med 222 invånare per kvadratkilometer. Närmaste större samhälle är San José Acateno, 17,9 km sydväst om Llanos de San Lorenzo. Omgivningarna runt Llanos de San Lorenzo är en mosaik av jordbruksmark och naturlig växtlighet.